# Élection présidentielle américaine de 1792
L'élection présidentielle américaine de 1792 deuxième élection présidentielle depuis l'adoption de la Constitution en 1787. C'est la première dans laquelle tous les États nommèrent des grands électeurs. 
Comme précédemment, George Washington, alors président sortant, fut réélu presque unanimement. John Adams, le candidat ayant recueilli le plus de suffrages après lui, fut réélu vice-président.
Seuls 13 332 électeurs américains participèrent à l'élection des grands électeurs, un minimum de participation absolu dans l'histoire des États-Unis.

## Candidats
Les personnalités suivantes se présentèrent :
- John Adams, vice-président sortant, du Massachusetts ;
- Aaron Burr, sénateur de New York ;
- George Clinton, gouverneur de New York ;
- Thomas Jefferson, secrétaire d'État, de Virginie ;
- George Washington, président sortant, de Virginie.

## Campagne
Par rapport à l'élection précédente, deux orientations politiques avaient émergé. Le Parti fédéraliste, conduit par le secrétaire du Trésor Alexander Hamilton, souhaitait un gouvernement fédéral plus fort et plus impliqué dans l'économie. Le Parti républicain-démocrate, mené par le secrétaire d'État Thomas Jefferson et le représentant James Madison, militait en faveur des droits des États et s'opposait au programme économique d'Hamilton. Madison était initialement un fédéraliste, mais s'était opposé à la création par Hamilton de la First Bank en 1791, et avait formé le Parti démocrate-républicain en 1792 avec l'anti-fédéraliste Thomas Jefferson.
Les élections de 1792 furent les premières où une division partisane apparut. Dans la plupart des États, les élections au congrès furent perçues, ainsi que John Beckley le fit remarquer, comme une « lutte entre le département du Trésor et l'intérêt républicain ». Dans l'État de New York, la campagne pour le poste de gouverneur fut organisée suivant ces lignes. Les candidats était le juge en chef des États-Unis John Jay, partisan d'Hamilton, et le gouverneur sortant George Clinton, qui s'était allié avec Jefferson et les démocrates-républicains.
George Washington avait envisagé de se retirer après son premier mandat de président, mais les deux camps l'encouragèrent à rester en poste pour transcender leurs différences. Washington fut soutenu par quasiment toutes les factions pendant sa présidence et gagna en popularité avec la Déclaration des droits. En revanche, les démocrates-républicains et les fédéralistes s'opposèrent pour la vice-présidence, avec le vice-président sortant John Adams comme candidat fédéraliste et George Clinton comme candidat démocrate-républicain.

## Collège électoral
Comme prévu dans la Constitution, chaque État se vit allouer autant de grands électeurs que de représentants au Congrès.
La fédération comptait alors quinze membres : les treize États originels, rejoints par le Vermont et le Kentucky. À la différence de 1789 (où, pour des raisons diverses, trois États n'avaient pu participer à l'élection), tous les États nommèrent des grands électeurs. Le collège électoral comptait au total 135 grands électeurs.
Seuls six États intégrèrent diverses formes de vote populaire dans le processus de désignation de leurs grands électeurs. Parmi eux, seuls la Pennsylvanie et le Maryland procédèrent à l'élection des grands électeurs par les citoyens au niveau de l'État. Les autres mirent en place des systèmes mixtes, la Virginie et le Kentucky ayant créé des circonscriptions spécifiques, chaque circonscription désignant un grand électeur. Le Massachusetts en désigna deux directement par sa législature, les huit autres étant choisis par celle-ci parmi les deux candidats ayant reçu le plus de suffrages dans chaque district. Le New Hampshire utilisa une méthode de désignation globale d'une liste majoritaire sur l'ensemble de l'État (de façon analogue à ce qui est pratiqué actuellement) mais avec des conditions de majorité, à charge pour la législature de l'État de désigner les grands électeurs si celles-ci n'étaient pas respectées. Les grands électeurs des neuf autres États furent directement désignés par voie législative.

## Résultats

### Vote populaire
Dans neuf États sur quinze, aucune forme de vote populaire n'intervint dans le processus électoral. Les autres avaient mis en place des systèmes intégrant des votes directs, sans qu'il soit toujours possible de parler d'élection directe. En outre, les États qui avaient choisi de faire intervenir les citoyens dans l'élection avaient réduit considérablement le corps électoral, notamment par des dispositions restrictives relatives à la résidence. Au total, sur la base du recensement de 1790 (3,9 millions d'habitants, dont 3,2 millions d'hommes libres et 700 000 esclaves), moins de 0,5 % de la population des États-Unis prit part au vote.
Le tableau suivant synthétise les tendances politiques exprimées.
| Parti                       | Voix   | Pourcentage |
| --------------------------- | ------ | ----------- |
| Parti fédéraliste           | 26 088 | 91,28 %     |
| Parti républicain-démocrate | 2 491  | 8,72 %      |
| Total                       | 28 579 | 100,0 %     |

### Vote du collège électoral
Chacun des grands électeurs reçut deux voix, à allouer à deux candidats, pour un total de 264 voix. George Washington fut nommé par l'intégralité du collège électoral (hors abstentions) et fut élu président avec 132 voix. Certains grands électeurs démocrates-républicains votèrent contre leur candidat, George Clinton, au profit de John Adams et Aaron Burr. En conséquence, John Adams fut réélu vice-président, étant arrivé en deuxième position et, cette-fois ci, recueillant une majorité des suffrages. George Clinton ne recueillit les voix que de la Géorgie, de la Caroline du Nord, de la Virginie, de New York et d'un seul électeur de Pennsylvanie. Thomas Jefferson gagna celles du Kentucky, récemment séparé de la Virginie, État natal de Jefferson. Aaron Burr reçut une seule voix d'un électeur de Caroline du Sud. Deux électeurs du Maryland et un du Vermont ne prirent pas part au vote.
Le tableau suivant synthétise les voix reçues par chaque candidat.
| Candidats         | Parti                       | État          | Grands électeurs |
| ----------------- | --------------------------- | ------------- | ---------------- |
| George Washington | Aucun                       | Virginie      | 132              |
| John Adams        | Parti fédéraliste           | Massachusetts | 77               |
| George Clinton    | Parti républicain-démocrate | New York      | 50               |
| Thomas Jefferson  | Parti républicain-démocrate | Virginie      | 4                |
| Aaron Burr        | Parti républicain-démocrate | New York      | 1                |